# Zone de protection marine de l'estuaire de la Musquash
La zone de protection marine de l'estuaire de la Musquash (anglais : Musquash Estuary Marine Protected Area) est une aire protégée du Canada et la seule zone de protection marine de la province du Nouveau-Brunswick.  Elle protège l'estuaire de la rivière Musquash, l'un des seuls estuaires presque intacts de la baie de Fundy.

## Géographie
La zone de protection marine est située à 20 km du centre-ville de Saint-Jean, au Nouveau-Brunswick, dans le district de services locaux (DSL) de Musquash et la ville de Saint-Jean.
L'aire protégée comprend les eaux à l'intérieur de la laisse de basse mer de la rivière Musquash à l'aval de la route 1 et de la route 790 jusqu'à celle-ci se perde dans la baie de Fundy.  Elle comprend aussi les eaux de l'anse Gooseberry.  La zone ne comprend cependant pas l'estran.
La zone partage ses limites avec la zone naturelle protégée de Musquash.